# Aphycoides matritensis
Aphycoides matritensis är en stekelart som först beskrevs av Mercet 1921.  Aphycoides matritensis ingår i släktet Aphycoides och familjen sköldlussteklar. Inga underarter finns listade i Catalogue of Life.